# 박재영 (법조인)
박재영(朴載永, 1968년 10월 4일 ~ )은 대한민국의 법조인이다.

## 생애
서울삼육고등학교와 고려대학교 법과대학 법학과를 졸업하고 제37회 사법시험에 합격, 제27기 사법연수원을 수료하였다.
2000년 부산지방법원 예비판사로 임용되었다. 그는 임용 후 의정부지방법원, 서울북부지방법원 등에서 판사로 근무하였고, 2007년 일본 교토대학 로스쿨에서 6개월 연수후 2008년 2월 21일부터 서울중앙지방법원으로 자리를 옮겨 근무하다가 2009년 2월 퇴직하였다.
박재영 판사는 이후 법무법인 동명에 들어가 변호인으로 활동하고 있다. 현 법무법인 금성 서초분사무소 구성원변호사
현재 법무법인 금성을 퇴사하고, 전 남편 토막 살해 혐의를 받고 있는 고유정 사건과 2018년 9월6일에 YTN에서 보도된 수사기관 추산 1300명 피해자 218억 사기혐의로 재판중인 일명 삼성코인 대표회장을 변호하고 있다.[서울지방법원 2019고합47]
과거 고대 의대생 성추행 사건의 가해자였던 모 의대생의 변호를 맡은 바 있다.

## 집시법 관련
집시법 10조 등에 따르면 집회 금지 기간이 하루의 절반이나 돼 예외적 규제로 보기에는 범위가 너무 넓으며, 국민이 낮에 생업에 종사한다는 점을 고려할 때 집회의 자유라는 기본권을 사실상 무력하게 하고 있다며 2008년 10월 헌법재판소에 위헌법률심판을 제청했다. 이에 대하여 헌법재판소는 2009년 9월 "‘집회 및 시위에 관한 법률’(2007. 5. 11. 법률 제8424호로 전부 개정된 것) 제10조 중 “옥외집회” 부분 및 제23조 제1호 중 “제10조 본문의 옥외집회” 부분은 헌법에 합치되지 아니한다. 위 조항들은 2010년 6월 30일을 시한으로 입법자가 개정할 때까지 계속 적용된다."라는 결정을 선고하였다.
 판사 박재영은 그 후 사직하였다. 박재영 판사의 사직은 5차 사법파동의 단초가 되었다.